# Semiothisa patriciata
Semiothisa patriciata är en fjärilsart som beskrevs av Augustus Radcliffe Grote 1883. Semiothisa patriciata ingår i släktet Semiothisa och familjen mätare. Inga underarter finns listade i Catalogue of Life.